# Росс Перо
Росс Перо (англ. Ross Perot; нар. 27 червня 1930, Тексаркана, Техас — пом. 9 липня 2019) — американський бізнесмен, філантроп, консервативний політик та незалежний кандидат на посаду президента США в 1992 і 1996 роках.
1984 року за 2,5 мільярда доларів продав корпорації «General Motors» фірму EDS з обробки даних, яка належала йому, а 1988 року заснував нову фірму схожого профілю.
Участь Росса Перо в президентських виборах 1992 року зробила, на думку багатьох аналітиків, вплив на результат виборів, відібрала голоси у Дж. Буша-старшого та принесла перемогу Біллу Клінтону. Перо, який брав участь, на відміну від незалежних кандидатів на інших виборах, у тристоронніх теледебатах, набрав 19 % голосів виборців (більше, ніж будь-який кандидат від третьої партії з часу президентських виборів 1912 року), у двох штатах зайняв друге місце, але не переміг у жодному штаті (і відповідно не отримав голосів виборників). Він міг би виступити ще краще, якби не покидав передвиборну кампанію в самому розпалі (в липні зняв кандидатуру, а в жовтні, за місяць до виборів, усе ж вирішив балотуватися).
Перо знову висувався в президенти 1996 року, але на той раз не був допущений до теледебатів та отримав лише 8 % голосів (що, втім, все одно дуже високий відсоток для кандидата від третьої партії).
Помер після п'яти місяців боротьби з лейкемією.